# 귀뚜라미과
귀뚜라미과(영어: Gryllidae)는 메뚜기목의 한 과이다. 세계적으로 약 800종이 알려져 있으며 한국에는 40종 정도가 알려졌다.

## 특징
몸길이는 3~40mm로 크기가 다양하다. 체형은 등과 배가 편평하여 지상생활에 알맞다. 몸색은 지면의 색과 비슷한 흑갈색 내지 갈색 계통이 많다. 겹눈은 그다지 크지 않으며 더듬이는 실 모양으로 길다. 좌우의 앞날개는 정시 몸의 옆부분을 덮는 앞쪽 가장자리 부분을 제외한 대부분이 겹쳐진다. 수컷 앞날개의 맥상(脈相)은 복잡하고, 발음기가 잘 발달되어 있다.
귀뚜라미의 울음소리는 암수가 서로 만나는 것을 도와 준다. 앞날개에 발음기를 가진 종의 대부분은 아름다운 소리로 노래하는데, 종에 따라서는 울 때, 영역권을 주장할 때, 싸움을 할 때, 근처에 있는 암컷을 유혹할 때 각각 음조를 바꾸어 소리내며, 교미 중에는 다른 곡조로 노래하기도 한다. 한편 수컷의 배쪽에 있는 유혹샘에서의 분비물에 의해 근처의 암컷을 유혹하는 종도 있다.
정자는 일단 정포(精包) 속에 들어 있어서 암컷의 생식구에 연결되고 거기서 암컷의 체내로 주입된다. 암컷은 창모양의 산란관을 갖고 있으며, 땅속이나 식물조직 내에 알을 낳는다. 땅 속에 산란을 하는 것은 가늘고 긴 산란관을 직접 땅 속에 찔러 넣고 알을 낳으며, 식물의 조직 내에 산란하는 것은 끝이 두꺼운 톱니 모양의 산란관을 이용하여 조직에 작은 구멍을 뚫고 알을 낳는다.
알상태에서 겨울을 난 귀뚜라미 애벌레는 번데기 과정이 없는 불완전변태로 자라는데, 어른벌레와 매우 유사하나 날개가 없거나 아주 작다.

## 생태
돌 밑이나 풀숲 등에서 숨어 있는 습성이 있으며,수컷의 경우 영역을 설정한다. 대부분 땅 위에 살지만 물 위, 나무 위, 집안, 동굴 안에 사는 종류 등 다양하다. 일반적으로 잡식성이며, 주로 다른 곤충을 잡아먹거나 식물을 먹는다. 또한 곤충이나 지렁이 등의 시체를 먹어 치우기도 한다. 천적으로는 때까치, 기생파리, 사마귀, 기생벌, 철선충, 곰팡이, 두꺼비, 도마뱀 등이 있다.

## 분류
귀뚜라미상과 (Grylloidea)
- 귀뚜라미과 (Gryllidae)
  - 솔귀뚜라미아과 (Eneopterinae)
  - 귀뚜라미아과 (Gryllinae)
  - 방울벌레아과 (Phalangopsinae)
  - 알락방울벌레아과 (Nemobiinae)
  - 곰방울벌레아과 (Sclerogryllinae)
  - 긴꼬리아과 (Oecanthinae)
  - 청솔귀뚜라미아과 (Podoscirtinae)
  - Pteroplistinae
  - 풀종다리아과 (Trigonidiinae)
  - 홀쭉귀뚜라미아과 (Euscyrtinae)
  - 뚱보귀뚜라미아과 (Landrevinae)

## 한국산 귀뚜라미
- 왕귀뚜라미
- 알락귀뚜라미
- 먹귀뚜라미
- 쌍별귀뚜라미 - 외래종
- 뚱보귀뚜라미
- 방울벌레
- 알락방울벌레
- 풀종다리
- 먹종다리
- 솔귀뚜라미
- 청솔귀뚜라미
- 홀쭉귀뚜라미
- 긴꼬리

## 관련 문화
동아시아 사람들은 소리를 감상하기 위해 오래전부터 귀뚜라미를 길러 왔다. 또한 중국의 귀뚜라미 싸움(斗蟋蟀)은 유명하다.

### 먹을거리
몇몇 국가에서는 귀뚜라미를 식용으로 쓴다. 한국과 같은 국가에서는 귀뚜라미를 이뇨제 등의 용도로 약용(藥用)하기도 한다.
최근에는 식용곤충이 이슈화되면서 귀뚜라미를 이용한 요리와 음식 개발 방법 등도 활성화되고 있다.

### 문학
한국의 문학작품과 시집에도 많이 등장하는데, 윤동주 시인의 동시 '귀뚜라미와 나와' 등이 있다.
동화 《피노키오》와 《뉴욕에 간 귀뚜라미 체스터》에도 등장한다. 귀뚜라미는 전 세계 사람들에게 매우 친숙한 곤충이다.

### 음악
귀뚜라미의 아름다운 소리를 감상한다. 아름다운 소리 때문에 귀뚜라미는 애완용으로 인기가 많으며, 정서곤충(情緖昆蟲) 중 하나이다.
또한 조스껭 데프레의 귀뚜라미 음악이 있다.